# Ḷḷuarca
Ḷḷuarca (en castellà Luarca) és una parròquia i vila del conceyu de Valdés, en el Principat d'Astúries. Té una població de 4.118 habitants (INE 2013) repartits 5,84 km² i gairebé íntegrament en la vila homònima, excepte 892 hab. que poblen la resta de barris de la parròquia. En aquesta parròquia es troba la vila de Ḷḷuarca, cabdal del concejo de Valdés. Està situat a 90 km d'Oviedo, capital del Principat. El seu temple parroquial està dedicat a Santa Eulalia. És la població natal del metge i bioquímic Severo Ochoa, Premi Nobel de Medicina l'any 1959.

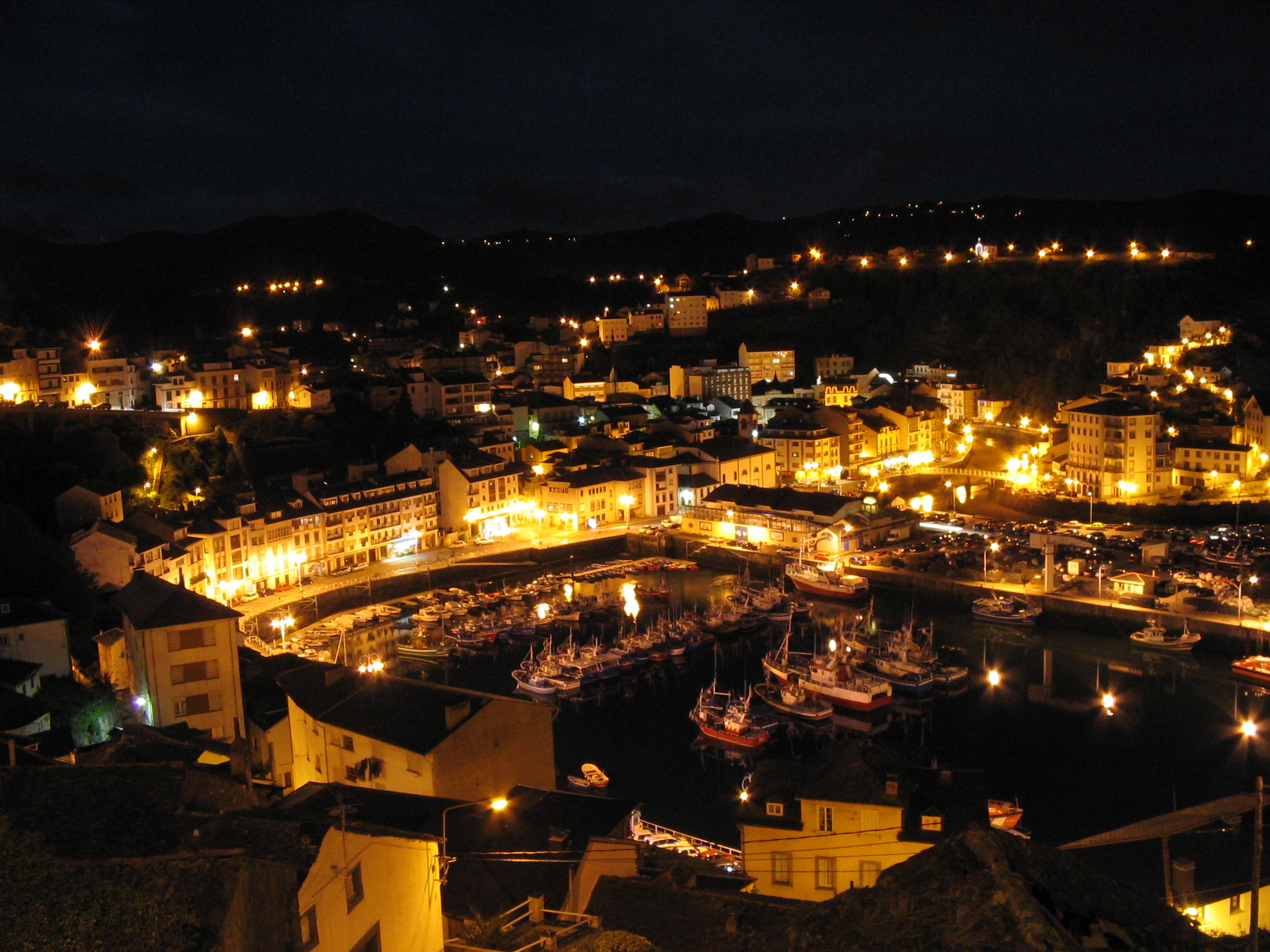
Vista del port de Ḷḷuarca de nit.

## Poblacions
- Almuña
- Fontouria
- Ḷḷuarca
- Portizuelu
- Barceḷḷina